# Ellen Baake
Ellen Baake – niemiecka matematyczka i biolożka, od 2012 profesor Uniwersytetu w Bielefeld. Zajmuje się biomatematyką i rachunkiem prawdopodobieństwa.

## Życiorys
Studiowała biologię (dyplom w 1985) na Uniwersytecie Fryderyka Wilhelma w Bonn, gdzie w 1989 uzyskała też stopień doktora. Zanim w 2004 związała się z Uniwersytetem w Bielefeld, pracowała na innych uczelniach niemieckich oraz w Austrii i Wielkiej Brytanii. Prezeska European Society for Mathematical and Theoretical Biology w kadencji 2021-2023.
Swoje prace publikował m.in. w „Journal of Mathematical Biology”, „Theoretical Population Biology”, „Journal of Statistical Physics", „Bulletin of Mathematical Biology”, „Discrete and Continuous Dynamical Systems" " i „Electronic Communications in Probability".
W 2010 roku wygłosiła wykład sekcyjny na Międzynarodowym Kongresie Matematyków w Hajdarabadzie.
Wypromowała 10 doktorów.